# Reanimation
 Der er for få eller ingen kildehenvisninger i denne artikel, hvilket er et problem. Du kan hjælpe ved at angive troværdige kilder til de påstande, som fremføres i artiklen.

Reanimation er et album udgivet af Linkin Park. Pladen blev udgivet d. 30. juli 2002. Denne plade er meget speciel i forhold til Hybrid Theory, for her har Linkin Park remixet alle sangene og givet dem nogle ekstra effekter.
Sangene har også fået nogle andre "sjove" navne som er baseret på popkulturen over internettet hvor man bruger symboler, tal osv. for at stave.
Noget af materialet fra albummet blev også afspillet til deres livekoncert i 2003, hvor man kunne høre "P5hng Me A*wy." Cd'en blev af RIAA tildelt en platinplade.

## Musikstil
Reanimation inkluderer meget mere hiphop hvilket faktisk er en nyskabelse i forhold til deres forrige album Hybrid Theory, som lægger sig mere op af nu-metal-genren. Det skyldes at på albummet Reanimation rapper Mike meget, men Chesters stemme er tit blevet lavet om til scratch eller klippet ud af sangen. 

## Nummerliste
1. "Opening" – 1:07
2. "Pts.Of.Athrty"
3. "Enth E Nd" – 3:59
4. "[Chali]" – 0:23
5. "Frgt/10" – 3:32
6. "P5hng Me A*wy" – 4:37
7. "Plc.4 Mie HÆd" – 4:20
8. "X-Ecutioner Style" – 1:49
9. "H! Vltg3" – 3:30
10. "[Riff Raff]" – 0:21
11. "Wth>You" – 4:12
12. "Ntr\Mssion" – 0:29
13. "Ppr:Kut" – 3:26
14. "Rnw@y" – 3:13
15. "My<Dsmbr" – 4:17
16. "[Stef]" – 0:10
17. "By_Myslf" – 3:42
18. "Kyur4 TH Ich" – 2:32
19. "1Stp Klosr" – 5:46
20. "Krwlng" – 5:42